# Falsoguttulina
Falsoguttulina es un género de foraminífero bentónico de la subfamilia Falsoguttulininae, de la familia Polymorphinidae, de la superfamilia Polymorphinoidea, del suborden Lagenina y del orden Lagenida. Su especie-tipo es Falsoguttulina wolburgi. Su rango cronoestratigráfico abarca desde el Valanginiense (Cretácico inferior) hasta el Maastrichtiense (Cretácico superior).

## Discusión
Clasificaciones previas incluían Falsoguttulina en la superfamilia Nodosarioidea.

## Clasificación
Falsoguttulina incluye a las siguientes especies:
- Falsoguttulina diversa †
- Falsoguttulina laevigata †
- Falsoguttulina obatai †
- Falsoguttulina wolburgi †